# (32565) 2001 QC69
2001 QC69 (asteroide 32565) é um asteroide da cintura principal. Possui uma excentricidade de 0.16242280 e uma inclinação de 13.15281º.
Este asteroide foi descoberto no dia 17 de agosto de 2001 por LINEAR em Socorro.